# Mostefa Benbahmed
Mostefa Benbahmed, né le 12 janvier 1899 à Bône et mort le 29 mars 1978 à Alger, est un homme politique français.

## Mandats
- Député de Constantine (1951-1955)[1].